# (11800) Carrozzo
(11800) Carrozzo est un astéroïde de la ceinture principale.

## Description
(11800) Carrozzo est un astéroïde de la ceinture principale. Il fut découvert le 28 février 1981 à l'observatoire de Siding Spring par Schelte J. Bus. Il présente une orbite caractérisée par un demi-grand axe de 3,02 UA, une excentricité de 0,11 et une inclinaison de 10,0° par rapport à l'écliptique.